# 狂野飙车5
《狂野飙车5》（英文名：Asphalt 5）是一款由Gameloft制作并发行的赛车游戏。它的前作是《狂野飙车4：精英竞速》（Asphalt 4: Elite Racing），续作是《狂野飙车6：火线追击》（Asphalt 6: Adrenaline）。该游戏于2009年在iOS（包括iPhone、iPod Touch及iPad）、Palm Pre和Android平台首发。

## 游戏设定
狂野飙车5的游戏设定与狂野飙车4：精英竞速和法拉利GT:狂飙相似:通过倾斜手机或者触摸屏幕的左右侧来控制赛车的左右转向。同时，它还提供了多人游戏，单人游戏和WCG在线模式。iPhone和Android版本可以使用重力感应器来控制赛车。游戏提供超过30辆厂商许可的赛车来供玩家游戏，包含奧迪R8，RUF Rt 12，福特Shelby GT500，林寶堅尼Murciélago LP 670-4 SuperVeloce和威龍等。比赛场地则有12个，包含夏威夷，纽约，洛杉矶，巴黎和罗马等。

## 遊戲版本

### iPhone及iPod Touch版
狂野飙车5 iOS版于2009年登录苹果App Store，售价$6.99，在这之前已有免费版本和试玩版本。整个游戏需要245 MB的存储空间， 试玩版本则为56.0 MB。
iPhone版的狂野飙车5支持玩家通过Wi-Fi或者蓝牙来和其他玩家联机游戏，用户也可以选择"单人模式"进行游戏，同时也可以通过联网在线模式在“Gameloft Online”上参加WCG的狂野飙车5比赛。
在2010年4月1日，该游戏正式登陆iPad，並且定名為《狂野飙车5 HD》（Asphalt 5 HD）。

### Android版
Android版本的正版狂野飙车5游戏必须通过Android Market电子市场下载安装。游戏模式和iPhone、iPod Touch版本相同。

### 狂野飙车5 HD高清版
狂野飙车5 HD是高画质版本的 狂野飙车5。游戏性方面与狂野飙车5无异，差别在于画质的全面提升，该版本支持Android，Palm Pre和iPad。高清版于2010年4月1日随同iPad版本登录谷歌电子市场和苹果App Store，售价$6.99。

### Palm Pre版
狂野飙车5也提供了Palm、webOS平台的版本，支持Palm Pre和Palm Pixi设备。游戏于2010年登录该平台，并且在2010年更新了该版本在Palm系统下的联网游戏功能。

## 扩展阅读
- 狂野飙车4：精英竞速
- 法拉利GT：狂飙
- 狂野飙车6：火线追击
- gameloft